# Anna Maria Mega
Anna Maria Mega (Scorrano, 21 ottobre 1962) è un'ex calciatrice e allenatrice di calcio italiana, di ruolo mezzala.

## Allenatore
Ha conseguito il patentino di allenatore di seconda categoria a Coverciano nel 1993 e ha iniziato ad allenare alla Verona Gunther ricoprendo il doppio ruolo di allenatore-giocatore.